# Инсекти у етици
О инсектима и људским етичким обавезама према њима расправљали су бројни писци и личности кроз историју, од којих су многи, аргументујући из различитих перспектива, тврдили да постоји морална обавеза да се инсекти не поврјеђују или не убијају. Међутим, према опште прихваћеним дефиницијама у добробити животиња и пољопривредној етици, тврди се да појединачни инсекти немају „право на живот“.

## Религијске перспективе

### Џаинизам
Монаси у џаинизму предузимају значајне мјере предострожности како би избјегли, чак и ненамјерно, поврјеђивање чак и најмањих живих бића, укључујући инсекте.

### Будизам
Према будистичким принципима, инсекти, као жива бића, не би требало да буду повријеђени или убијани. У причи о животу Буде, описано је да је једном наредио монасима да прекину своја путовања током сезоне монсуна, како би избјегли убијање црва и инсеката на блатњавим путевима. Пратећи примјер џаинизма, будистички монаси често користе цједиљку како би избјегли убијање малих животиња док пију воду.

### Таоизам
Џон Вејн Тајсон, у књизи „Круг који се шири“, цитира учење Tai-shang kan-yingp'ien, гдје се наводи: „имајте саосјећајно срце према свим створењима... Чак и инсектима“. Такође је навео цитат Вен Чанга из књиге „Yin-chih-wen“, у којем каже: „кад год направите корак, увијек пазите на мраве и инсекте. Забраните ложење ватре напољу (да не би страдали инсекти)“.

### Јудаизам
Sefer Hasidim, средњовкековно хебрејско дјело, упућује своје сљедбенике да никада не наносе бол животињама, укључујући инсекте, и да не убијају осе или муве.

### Хришћанство
Соаме Џенинс, енглески посланик и писац, изјавио је: „ми нисмо у стању да дамо живот, па стога не би требало да га безобзирно одузимамо најзлобнијем инсекту, без довољно разлога; сви га примају од исте добронамјерне руке као и ми сами, и стога имају једнако право да га уживају.“ Вилијам Елери Ченинг, унитаристички проповједник, је у писму навео да никада не би убио инсекта и тврдио да је инсектима од Бога дато исто право на живот као и људима; такође је тврдио да би њихово убиство покварило дјело Божијег стварања.
Књига за дјецу, „Инсекти и њихова станишта“ коју је издало Друштво за промоцију хришћанског знања 1833. године, поучавала је дјецу да је гријех против Бога непотребно повриједити инсекте и да ако наиђу на неког у невољи, не би требало да му науде, већ да му пруже помоћ.‍:241

## Историјска перспектива
Арапски пјесник и филозоф из 11. вијека — Ал Мари, описао је саосјећање пуштања буве из његове руке као љубазније од давања новца људима у невољи. Он је тврдио да и бува и људи предузимају мјере предострожности против смрти и да имају страст да наставе да живе.
Рани писац о правима животиња, Луис Гомперц, такође и рани веган, залагао се против убијања свилених буба ради набавке свиле.

## Права и добробит животиња
Питер Сингер је тврдио да недостатак знања о способности инсеката да имају субјективна искуства значи да „права инсеката“ још увијек нису нешто за шта би требало водити кампању, док је ентомолог — Џефри Локвуд, истакао да инсекти осјећају бол и да су свјесни својих осјећања, изјавивши:
Значајни емпиријски докази подржавају тврдњу да инсекти осјећају бол и да су свјесни својих осјећања. У мјери у којој им је њихов бол важан, они имају интерес да их не боли и бол им погоршава животе. Штавише, као свјесна бића, инсекти имају будуће (чак и тренутне) планове у вези са сопственим животима, а смрт инсеката осујећује те планове. С обзиром да се осјећање чини етички здравом, научно одрживом основом за давање моралног статуса и узимајући у обзир претходне аргументе који успостављају разумно очекивање свијести и бола код инсеката, предлажем сљедећу, минималну етику: требало би да се уздржимо од радњи за које можемо да очекујемо да ће убити или изазвати нетривијални бол код инсеката, када избјегавање ових радњи нема, или има само тривијалне трошкове за нашу добробит.
Етичком анализом око питања убијања штетних животиња (осим ради производње меса или тестирања производа) закључено је да је то дозвољено под сљедећим условима:
- ако представљају невине пријетње по људски живот;
- ако служе као невини штит од пријетњи по људски живот;
- ако смо ми и животиње у ситуацији типа „да смо у чамцу за спасавање“ у којем не могу сви да преживе.[14]

У таквој ситуацији, прима изреци prima facie, право на живот животиње је поништено. Уопштено говорећи, ионако се не претпоставља да инсекти имају таква права, а штавише, пољопривредна етика се бави моралношћу убијања штетних сисара (предатора, биљоједа) или вектора болести (пацови). „Убијање инсеката“ је строго еколошка брига због употребе потенцијално штетних инсектицида, а случај убијања једног инсекта је квантитативно занемарљив.

## Културни прикази
Тврдило се да је Вилијам Шекспир изразио симпатије према инсектима, посебно у својој драми „Мјера за мјеру“ из 1604. године, где лик Изабела каже: „осјећај смрти је највише у страху. / И јадна буба на коју газимо, / У тјелесној патњи нађе муку велику / Као кад џин умре.“‍:99–100
У пјесми „О окрутности“, Џон Клер се позива на спасавање мува из паукове мреже: „Е'ен, муве које лете према теби су проговориле, / Јадне ситнице које су; / И често си паукову мрежу разбио, / Да ослободим заробљеника.“
Идиом „не би повриједио муву“ се користи да би се означио некога ко је њежан и ко не би учинио ништа да нанесе штету или повреду.